# Edmund Fladrzyński
Edmund Fladrzyński (ur. 24 grudnia 1942 w Kolonii Wileńskiej) – polski artysta fotograf, uhonorowany tytułem Artiste FIAP (AFIAP). Członek rzeczywisty Okręgu Lubelskiego Związku Polskich Artystów Fotografików.

## Życiorys
Edmund Fladrzyński instruktor fotografii od 1962 (Studium Fotografii przy Wojewódzkim Domu Kultury we Wrocławiu), związany z lubelskim środowiskiem fotograficznym, obecnie (od 1965) mieszka, pracuje, tworzy w Chełmie - fotografuje od 1959 roku. W latach 1959–1963 był członkiem rzeczywistym ówczesnego Wrocławskiego Towarzystwa Fotograficznego (obecnie Dolnośląskie Stowarzyszenie Artystów Fotografików i Twórców Audiowizualnych). Był członkiem grupy artystycznej sześć, funkcjonującej przy Miejskim Domu Kultury we Wrocławiu. W 1965 objął funkcję prezesa Zarządu Foto-Klubu Ziemi Chełmskiej. Miejsce szczególne w jego twórczości zajmuje fotografia dokumentalna (w dużej części obrazująca Chełm) oraz fotografia krajobrazowa. 
Edmund Fladrzyński jest autorem i współautorem wielu wystaw fotograficznych; indywidualnych, zbiorowych oraz pokonkursowych – w Polsce i za granicą. Brał aktywny udział (m.in.) w Międzynarodowych Salonach Fotograficznych, organizowanych pod patronatem FIAP, zdobywając wiele akceptacji, medali, nagród, wyróżnień, dyplomów, listów gratulacyjnych. W 1986 został przyjęty w poczet członków rzeczywistych Okręgu Warszawskiego Związku Polskich Artystów Fotografików – od 2003 jest członkiem Okręgu Lubelskiego ZPAF (legitymacja nr 585). Uczestniczy w pracach jury konkursów fotograficznych. 
Pokłosiem udziału w Międzynarodowych Salonach Fotograficznych (pod patronatem FIAP) było przyznanie Edmundowi Fladrzyńskiemu (w 1985 roku) tytułu honorowego Artiste FIAP (AFIAP) – nadanego przez Międzynarodową Federację Sztuki Fotograficznej FIAP, obecnie z siedzibą w Luksemburgu.

## Wybrane wystawy indywidualne
- Skały – Wojewódzki Dom Kultury (Chełm 1979);
- Wydmy – Wojewódzki Dom Kultury (Chełm 1980);
- Pejzaże – Galeria Fotografii ZPAF (Kielce 1987);
- Na peryferiach Chełma. Lata 80-te (Chełm 2011)[8];

Źródło.